# John Hsane Hgyi
John Hsane Hgyi (Pyingadoe Mayanchaung, 15 dicembre 1953 – Pathein, 22 luglio 2021) è stato un vescovo cattolico birmano.

## Biografia
John Hsane Hgyi nacque a Pyingadoe Mayanchaung il 15 dicembre 1953 da Mahn Benedict Ja Aye e Daw Zita Chit Pan. Era di etnia Karen.

### Formazione e ministero sacerdotale
Frequentò il seminario minore della diocesi di Pathein a Mayanchaung. Dal 1976 al 1982 studiò filosofia e teologia cattolica presso il seminario "San Giuseppe" di Yangon.
Il 3 dicembre 1981 fu ordinato diacono nella cattedrale dell'Immacolata Concezione a Yangon dal monsignor Gabriel Thohey Mahn-Gaby, arcivescovo metropolita di Yangon. Il 7 marzo dell'anno successivo venne ordinato presbitero per la diocesi di Bassein a Zaung Dan da monsignor Joseph Mahn Erie. In seguito fu vicario parrocchiale a Myaungmya dal 1983 al 1985 e a Thayetchaung dal 1985 al 1990 e parroco di Ywe-gone dal 1990 al 1991. Nel 1991 venne inviato nelle Filippine per studi. Nel 1994 conseguì la laurea in teologia spirituale presso l'Università di San Carlos a Cebu City. Tornato in patria fu rettore del seminario filosofico di Pyin U Lwin dal 1995 al 2001 e del seminario "San Giuseppe" di Yangon dal 2001 al 2003.

### Ministero episcopale
Il 25 gennaio 2003 papa Giovanni Paolo II lo nominò vescovo ausiliare di Pathein e titolare di Puppi. Ricevette l'ordinazione episcopale il 22 marzo successivo nei pressi della cattedrale di San Pietro a Pathein dall'arcivescovo Adriano Bernardini, nunzio apostolico in Thailandia, Singapore e Cambogia e delegato apostolico in Myanmar, Laos, Malaysia e Brunei, co-consacranti il vescovo di Pathein Charles Maung Bo e quello di Myitkyina Paul Zingtung Grawng. Come motto scelse l'espressione "Semper vobiscum", tratta dal versetto 12,8 del Vangelo secondo Giovanni.
Il 24 maggio 2003 lo stesso pontefice lo nominò vescovo di Pathein. Prese possesso della diocesi il 24 agosto successivo.
Si dedicò molto nell'assistenza e nella cura pastorale dei rifugiati Karen, l'etnia maggioritaria nella diocesi di Pathein.
Nel maggio del 2008 e nel maggio del 2018 compì la visita ad limina.
Fu presidente della Conferenza dei vescovi cattolici del Myanmar dal 2012 al luglio del 2014, vicepresidente della stessa dal 2016 al 2020, presidente della commissione ecumenica e membro dell'ufficio delle comunicazioni sociali.
In qualità di presidente della Conferenza dei vescovi cattolici del Myanmar fu membro del comitato centrale della Federazione delle conferenze episcopali dell'Asia. In seno alla stessa fu membro dell'ufficio per gli affari ecumenici e interreligiosi dal 2007 al 2012. Prese parte a due assemblee plenarie della Federazione: l'VIII del 2004 a Daejeon, in Corea del Sud, e la X del 2012 a Xuân Lôc, in Vietnam.
Partecipò alla III assemblea generale straordinaria del Sinodo dei vescovi che ebbe luogo nella Città del Vaticano dal 5 al 19 ottobre 2014 sul tema "Le sfide pastorali della famiglia nel contesto dell'evangelizzazione".
Il 16 luglio ebbe un malore e gli fu diagnosticato il COVID-19. Già affetto da diabete, morì nella residenza vescovile di Pathein alle 6:15 del 22 luglio all'età di 67 anni per complicazioni della malattia. Le esequie si tennero nel pomeriggio dello stesso giorno.

## Genealogia episcopale
La genealogia episcopale è:
- Cardinale Scipione Rebiba
- Cardinale Giulio Antonio Santori
- Cardinale Girolamo Bernerio, O.P.
- Arcivescovo Galeazzo Sanvitale
- Cardinale Ludovico Ludovisi
- Cardinale Luigi Caetani
- Cardinale Ulderico Carpegna
- Cardinale Paluzzo Paluzzi Altieri degli Albertoni
- Papa Benedetto XIII
- Papa Benedetto XIV
- Papa Clemente XIII
- Cardinale Marcantonio Colonna
- Cardinale Giacinto Sigismondo Gerdil, B.
- Cardinale Giulio Maria della Somaglia
- Cardinale Carlo Odescalchi, S.I.
- Vescovo Eugène de Mazenod, O.M.I.
- Cardinale Joseph Hippolyte Guibert, O.M.I.
- Cardinale François-Marie-Benjamin Richard de la Vergne
- Cardinale Pietro Gasparri
- Cardinale Clemente Micara
- Cardinale Antonio Samorè
- Cardinale Angelo Sodano
- Arcivescovo Adriano Bernardini
- Vescovo John Hsane Hgyi